# Gong Liu
Gong Liu (Vojvoda Liu; kineski 公劉/公刘, Gōng Liú) bio je kineski plemić te rani vođa klana zvanog Ji, iz kojeg je potekla kraljevska obitelj dinastije Chou. Prema legendama, on je bio potomak cara Kua i jedne od njegovih supruga, Jiang Yuan, koja je na čudesan način začela „Napuštenog”, a čiji je sin, Buzhu, bio nezadovoljan nemoralom na dvoru dinastije Xije. Njegov sin je bio Ji Ju, koji je bio otac Gong Liua.
Upravo je Gong Liu učinio bavljenje poljoprivredom glavnim zanimanjem svoga klana, što je dovelo do bogaćenja njegovih ljudi, koje je odveo u grad Bin.
Njegov sin je bio Qingjie. Nakon pada dinastije Shang, u čast Gong Liua napisana je oda.